# Batzoki

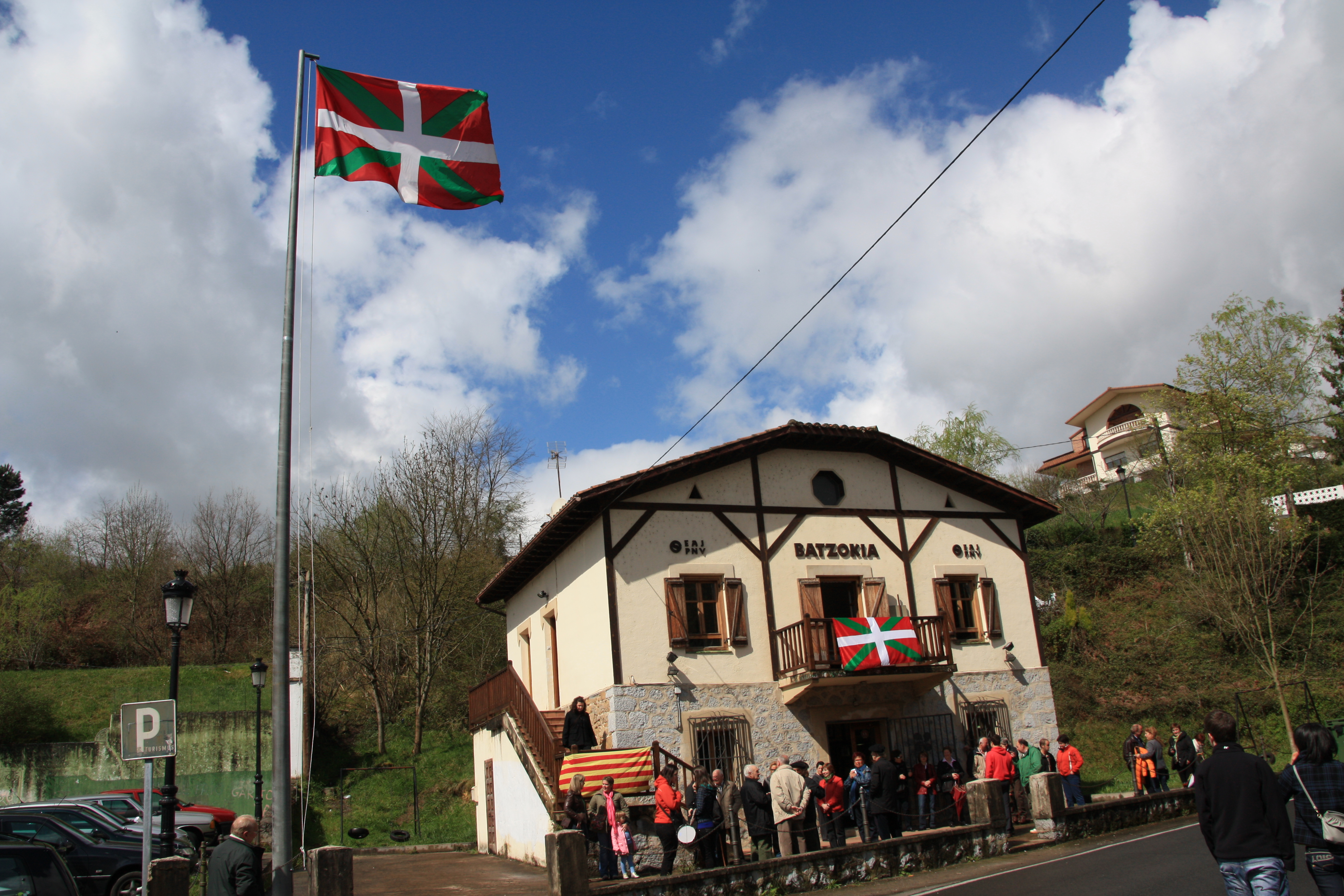
Batzoki d'Ambasaguas (Karrantza) durant l'Aberri Eguna de 2010

Batzoki és el nom amb què es coneix les seus polítiques i socials del Partit Nacionalista Basc. El terme batzoki significa "lloc per reunir-se" en basc i per això, a més de comptar amb oficines i sales de reunions, solen disposar de serveis de bar i restaurant.
El 14 de juliol de 1894 Sabino Arana Goiri va inaugurar el primer batzoki creant la societat Euskeldun Batzokija, al carrer Correo, 22 de Bilbao, iniciant-se així l'organització del Partit Nacionalista Basc; en la cerimònia d'obertura del centre, a les sis de la tarda, el soci de més edat, Ciríaco de Iturri, va hissar per primera vegada la ikurriña creada al cafè Iruña de Pamplona, dissenyada pels germans Arana com la bandera de la Biscaia independent. Després, donada la seva difusió, es va associar amb tota Euskal Herria.
Avui dia el PNB compta amb gairebé dos-cents batzokis, fonamentalment a Espanya (el gruix es troba al País Basc i alguns a Navarra). Tots ells van ser clausurats després del triomf franquista en la Guerra Civil i molts d'ells posteriorment reoberts després de 1978. Així, per exemple, a Bilbao l'EAJ-PNB compta amb catorze batzokis, entre ells el batzoki de Deusto. Existeixen també batzokis a Iparralde (tres, a Baiona, Donibane Lohitzune i Hendaia), així com en gairebé tots els països americans (Estats Units, Canadà, El Salvador, Mèxic, Cuba, República Dominicana, Puerto Rico, Veneçuela, Colòmbia, Perú, Argentina, Xile, Uruguai, Paraguai i Brasil), alguns europeus (Andorra, Regne Unit, França i Itàlia) i Austràlia.

## Galeria d'imatges

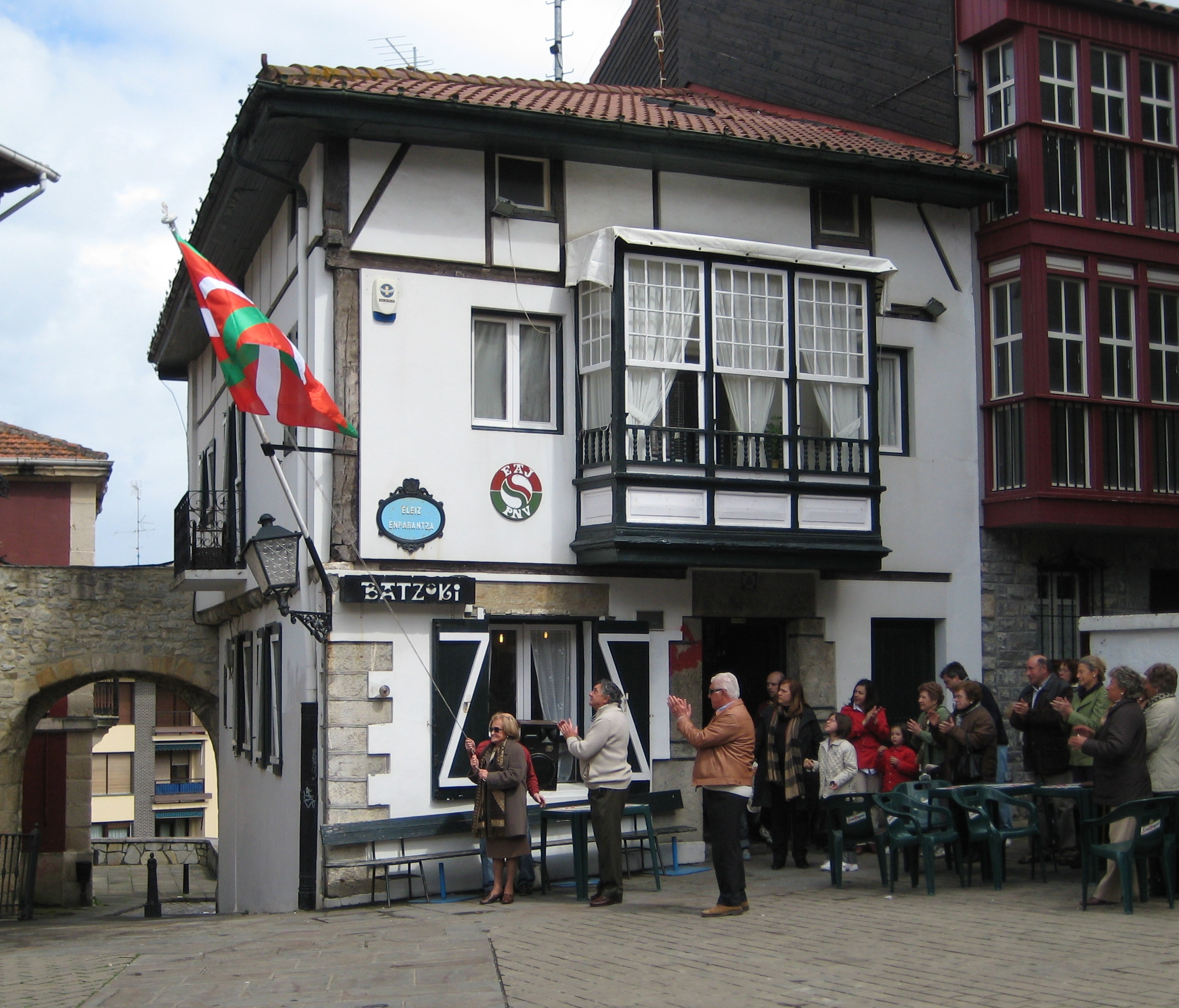
Batzoki de Plentzia
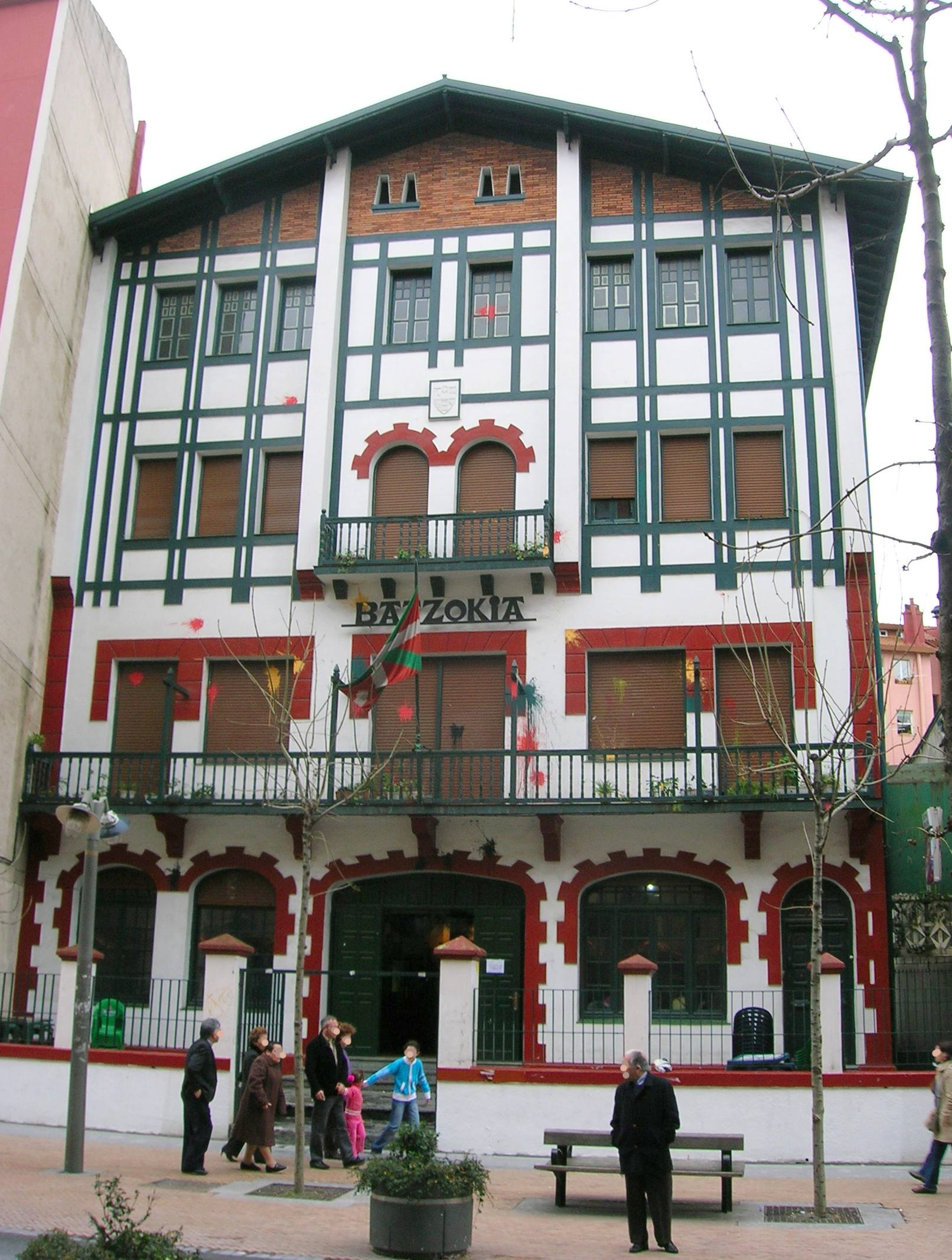
Batzoki vell de Barakaldo
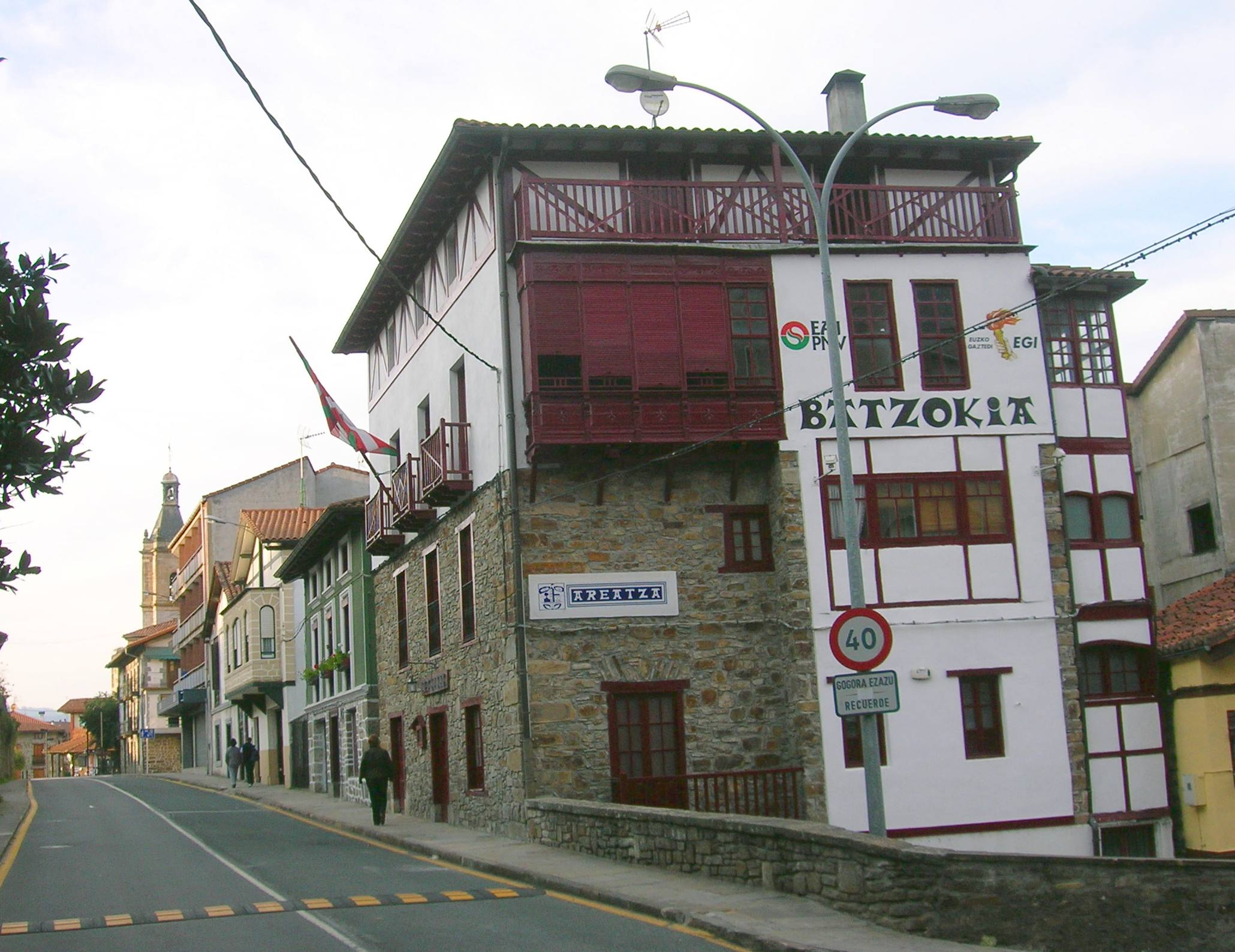
Batzoki d'Areatza
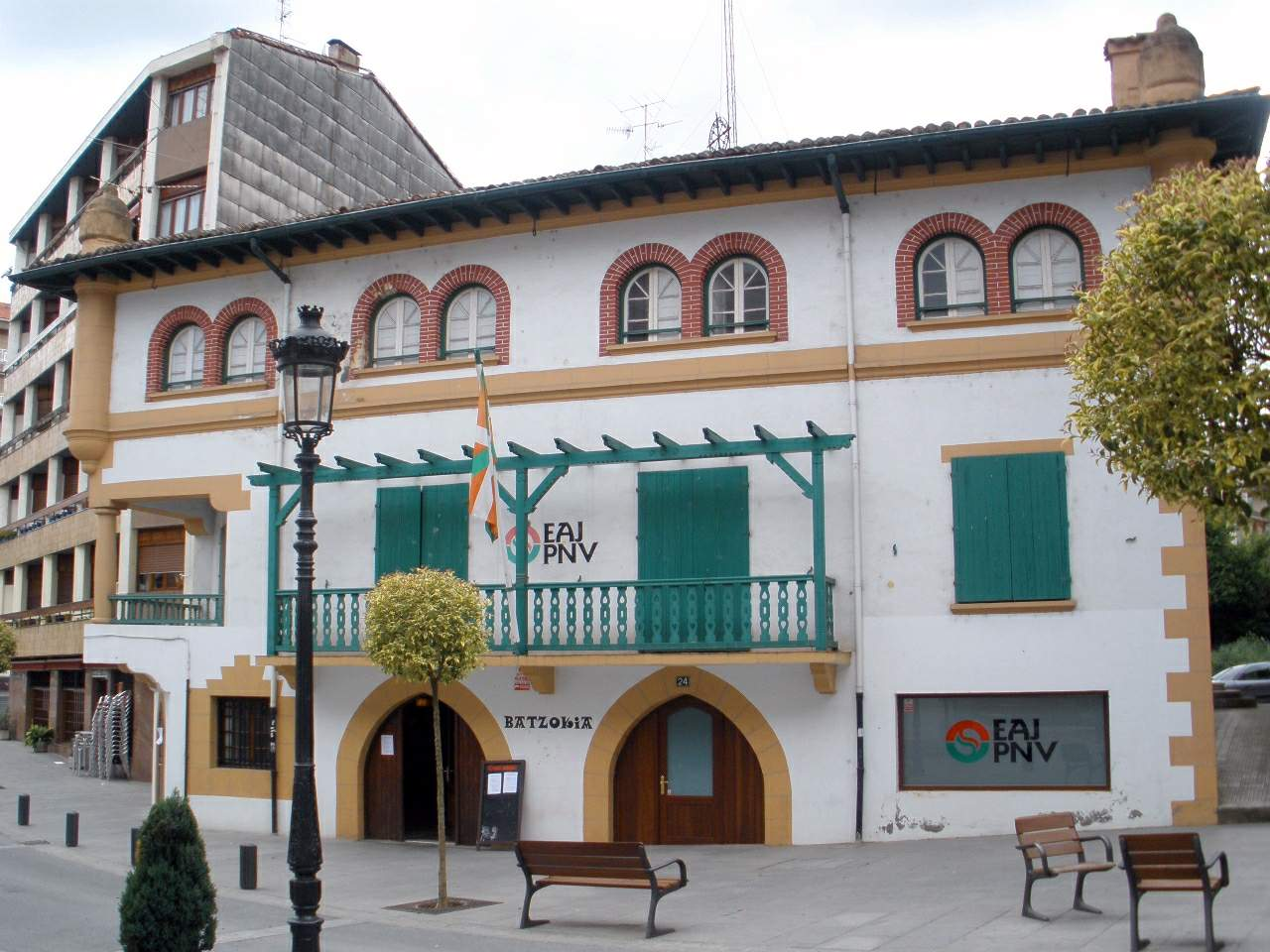
Batzoki d'Arrigorriaga